# NGC 4783
NGC 4783 este o interacting galaxies⁠(d) situată în constelația Corbul. A fost descoperită în 27 martie 1786 de către William Herschel.